# 틱톡 (인스턴트 메신저)

틱톡(TicToc)은 2011년에 출시되었다가 2016년에 서비스를 종료한 매드스마트의 모바일 메신저였다.

## 역사
- 2016년 5월 13일: 서비스 종료